# Saint-Sylvain (Corrèze)
Saint-Sylvain település Franciaországban, Corrèze megyében. Lakosainak száma 132 fő (2022. január 1.). Saint-Sylvain Champagnac-la-Prune, Forgès, Saint-Bonnet-Elvert, Saint-Paul és Lagarde-Marc-la-Tour községekkel határos.

## Népesség
A település népessége az elmúlt években az alábbi módon változott:
| Lakosok száma | 163  | 135  | 139  | 144  | 143  | 140  | 135  | 134  | 133  | 132  |
|               | 1968 | 1982 | 1999 | 2006 | 2011 | 2015 | 2017 | 2018 | 2020 | 2022 |